# Sandra Pettovello
Sandra Viviana Pettovello (Buenos Aires, 6 de abril de 1968) es una periodista y política argentina. Se desempeña como ministra de Capital Humano, desde el 10 de diciembre de 2023; en la Presidencia de Javier Milei.

## Biografía
Tras realizar estudios en la Universidad de Belgrano (1999-2003), obtuvo la licenciatura en periodismo. Tiene una licenciatura en Ciencias para la Familia de la Universidad Austral (2016-2019). Además, cursó estudios de posgrado en políticas familiares en la Universidad Internacional de Cataluña (2017-2018).
En septiembre de 1993, contrajo nupcias con el actor Pablo Rago, de quien se divorció al año siguiente.

### Trayectoria
Como productora periodística, trabajó en radio El Mundo, DK Group, y en La Cornisa, programa de Luis Majul.

## Vida política
Se afilió a la Unión del Centro Democrático a los 19 años y en 2021 se convirtió en la vicepresidenta del partido.

### Ministra de la Nación
Participó en las elecciones legislativas de 2023 como candidata a diputada nacional por la Ciudad Autónoma de Buenos Aires y resultó electa. Sin embargo, no asumió la banca ya que fue convocada por el entonces presidente electo, Javier Milei, para ocupar el cargo de ministra de un nuevo ministerio que integraría a cuatro carteras existentes hasta ese momento: Desarrollo Social, Educación y Trabajo, Empleo y Seguridad Social, las cuales posteriormente fueron transformadas en secretarías.
El 10 de diciembre de 2023, con el inicio de la administración de Javier Milei, se modificó la cantidad de ministerios existentes que abarcaría Capital Humano, se eliminó el Ministerio de Salud y se sumó el Ministerio de las Mujeres, Géneros y Diversidad.

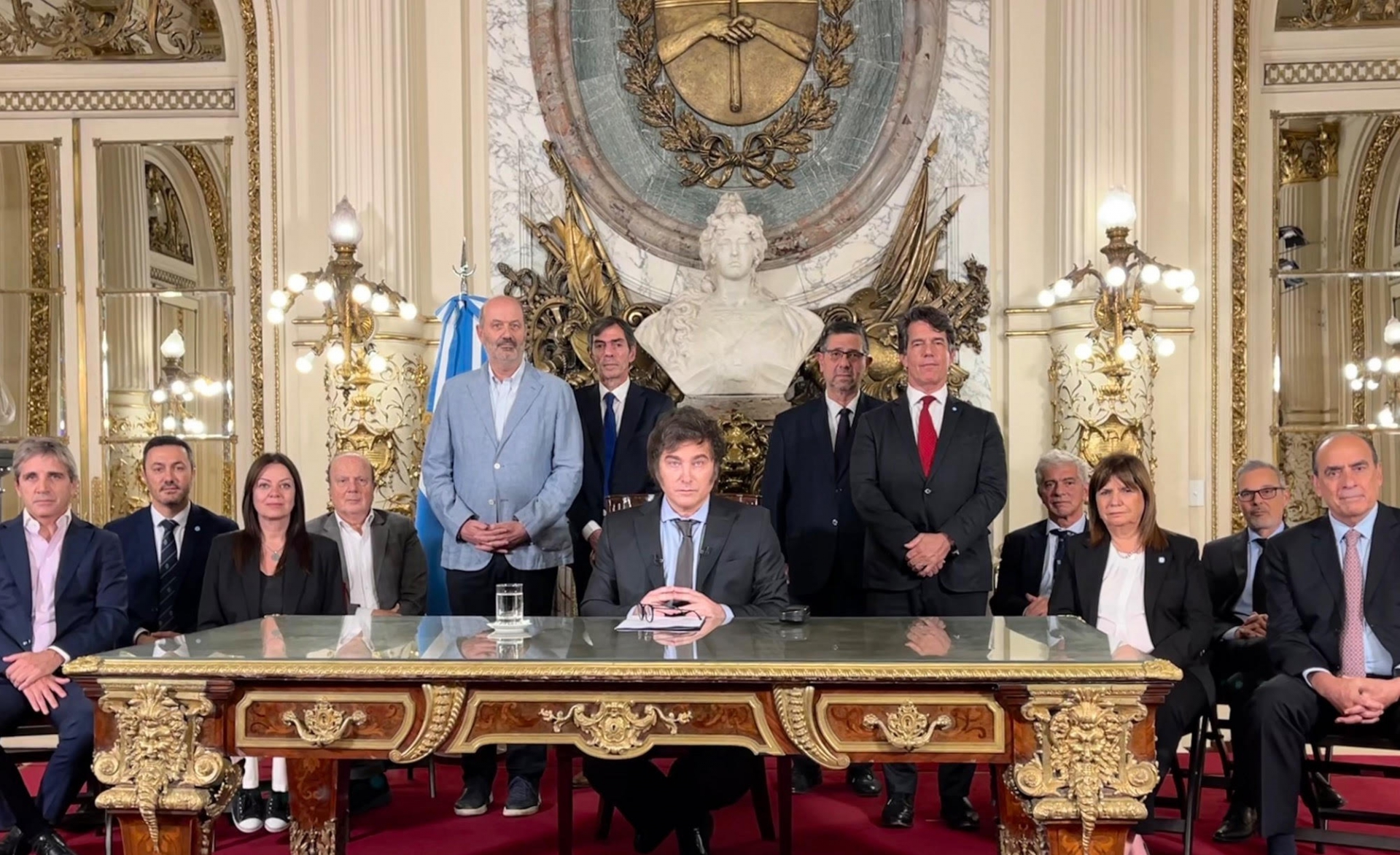
Pettovello (tercera a la izquierda) junto al presidente Javier Milei, en diciembre de 2023.

El 18 de diciembre de 2023 anunció una serie de medidas que tomaría el Ministerio de Capital Humano en contra de los «piquetes». Anunció una auditoría a todas las organizaciones que manejasen los planes sociales, el aumento del 50% de la Tarjeta Alimentar y la duplicación de la Asignación Universal por Hijo para los sectores que lo solicitasen. A raíz de estos anuncios, se financió pauta pública bajo el lema «El que corta no cobra», en ubicaciones como estaciones de tren y en un comunicado en la aplicación móvil «Mi Argentina».A partir de su creación el Ministerio fue objeto de varias polémicas debido a falta de pagos. En los primeros cuatro meses del 2024 se registraron demoras y faltas de pagos en el Programa de Acompañamiento para el Egreso (PAE) que consiste de una asignación económica para jóvenes sin cuidados parentales. La demora y por la  falta de la misma devino en que dichos jóvenes se quedaran en situación de calle o hayan tenido que volver a hogares de violencia doméstica.En enero de 2024 la ministra acordó la entrega de 177 millones de pesos para la compra y distribución de módulos alimentarios a una organización cercana a LLA, la Alianza Cristiana de Iglesias Evangélicas de la Argentina (ACIERA). La ACIERA apoyó la campaña presidencial de Javier Milei, siendo el presidente de dicha organización el encargado de elevar una oración en representación de las iglesias evangelistas durante la asunción de Milei; además siendo la hija del vicepresidente de ACIERA una diputada nacional de LLA partido de Milei. El 1 de febrero de 2024 salió a la calle a enfrentar personalmente una manifestación de la Unión Trabajadores de la Economía Popular (UTEP) que denunciaba que desde que asumió Milei se cortó el envío de alimentos a los comedores populares. La ministra declaró que recibiría personalmente a cada persona que tenga hambre.diferentes jueces de distintas provincias dictaron órdenes de allanamiento por parte de la Gendarmería de diferentes galpones durante el primero de junio pues aún el Gobierno no había empezado el reparto.El 5 de febrero de 2024, se formó una larga fila de personas pertenecientes a organizaciones sociales para reunirse con la ministra pero se negó a recibirlas. El fenómeno fue conocido como "la fila del hambre". El mismo 5 de febrero, Pettovello fue denunciada penalmente por "incumplimiento de los deberes de funcionario público" y por suspender la entrega de alimentos básicos a comedores.
En el mismo sentido se expresó la Conferencia Episcopal Argentina que emitió un duro comunicado dirigido a la ministra donde afirma que "cientos de miles de familias se les hace cada vez más difícil alimentarse bien".  En marzo de 2024, se anunció el lanzamiento de los vouchers educativos, una promesa de campaña del presidente Javier Milei. Se trata de un nuevo sistema de financiamiento de la educación, por el cual se da un subsidio a la demanda (padres de los alumnos) en lugar de la oferta (instituto educativo). El voucher inicialmente tiene un tope inicial de 27 mil pesos argentinos (32 USD). En este contexto, se intensificaron los debates sobre el rol del sector privado en la formación técnica y profesional, en especial a partir de experiencias institucionales como la Red de Escuelas Técnicas Roberto Rocca, visitadas por Pettovelo, que promueve una articulación directa entre educación secundaria técnica y demanda laboral calificada. Para abril de 2024, renunciaron diversos funcionarios del ministerio de Capital Humano: [Maximiliano Keczeli]] (quien se desempeñaba como secretario de Coordinación Legal y Administrativa), Gerardo Marcelo Hita (director del Consejo Nacional de Coordinación de Políticas Sociales), Ricardo Daniel Spartano (funcionario de la Secretaría de Coordinación Legal y Administrativa) y además varios funcionarios de la Secretaría de Niñez, Adolescencia y Familia.  El 13 de mayo de 2024, el Ministerio de Capital Humano formuló una denuncia por "incumplimiento a los deberes de funcionario público” y “fraude a la Administración Pública" ya que según una auditoría interna aproximadamente la mitad de los comedores y merenderos inscriptos en el Registro Nacional de Comedores (RENACOM) no existían (ya sea porque nunca existieron o porque dejaron de funcionar hace años) y se habría girado fondos desde el Estado Nacional a cuentas bancarias que no respondían ni a comedores ni centros sociales. Se constató un caso particular de un supuesto comedor inexistente que "funcionaba" en un barrio privado (country). Sin embargo también se dio a conocer que uno de los comedores denunciados como inexistente se encuentra en funcionamiento de lunes a viernes e incluso recibió a los funcionarios de la auditoría.

#### Negativa a la distribución de alimentos
El 28 de mayo de 2024, organizaciones sociales nucleadas en el Registro Nacional de Comedores y Merenderos Comunitarios, denunciaron en el fuero federal a la ministra Sandra Pettovello por incumplimiento de los deberes de funcionario público, alegando que el gobierno de Milei, a través del Ministerio de Capital Humano, no distribuyó alimentos a los comedores populares desde la asunción al poder, a pesar de haber sido adquiridos por la administración anterior y encontrarse almacenados convenientemente, algunos a punto de su vencimiento. Este hecho, que se venía denunciando desde febrero, llevó a que el 27 de mayo la Iglesia acusara a Milei de retener casi 6 millones de kilos de comida que no estaban siendo repartidos entre los más necesitados en medio de una emergencia alimenticia. Un grupo de sacerdotes, encabezados por el cura y activista Francisco Olvera y el lema “Si nuestro pueblo no come, nosotros tampoco vamos a comer”, inició una huelga de hambre hasta que el gobierno no los repartiese.
Ante esta situación, Manuel Adorni, el vocero presidencial, reconoció la existencia de esa cantidad de alimentos y aclaró que "los alimentos se van a repartir y van a llegar a la gente que le tiene que llegar" y Patricia Bullrich, ministra de Seguridad, se excusó afirmando que "no se guarda nada, todo lo contrario, lo que hace es impedir que se robe comida". El 27 de mayo un fallo judicial intimó al gobierno a repartirlos en un plazo de 72 horas y este prometió dar explicaciones sobre las razones de por qué eso no  estaba ocurriendo. El gobierno apeló esta decisión de la justicia, aunque reconoció que hay productos cercanos a vencerse y aseguró que hará entrega de los mismos de forma inmediata con la colaboración del Ejército. A su vez, fue desplazado por "mal desempeño" el funcionario Pablo de la Torre, secretario del área de Niñez, Adolescencia y Familia del ministerio, quien se ocupaba de la política de seguridad alimentaria y había dicho que la comida guardada era para situaciones de emergencia y catástrofes, acusado de no haber realizado un control permanente de stock y de vencimiento de la mercadería. El 1 de junio se realizaron allanamientos en los galpones, ubicados en Villa Martelli y Tafí Viejo, donde se almacenaron los alimentos en cuestión, por considerar los jueces federales a cargo de las causas (Sebastián Casanello en la ciudad de Buenos Aires y José Díaz Vélez en Tucumán) la desobediencia y poca fiabilidad de las autoridades ministeriales, al incumplir la orden judicial de arbitrar un plan de reparto de los alimentos en comedores y merenderos y haber presentado listados con diferentes cantidades de mercadería según quien lo requiriera. El resultado de las actuaciones fue que se encontraron otras 2,7 toneladas de distintos productos alimenticios en el galpón ubicado en Tucumán, que se agregaron a las 5,9 almacenadas en Villa Martelli. El 5 de junio, la Cámara de Casación ratificó la decisión del juez Casanello e intimó al ministerio a que, en un plazo de 24 horas, presente un plan de distribución de toda la mercadería guardada y no sólo de la leche en polvo próxima a vencer, para lo que se había firmado un acuerdo con la fundación CONIN, propiedad del Opus Dei y que afirmó no tener la logística de poder repartirla.